# Paid Content
Mit Paid Content (dt. Bezahlinhalte) werden kostenpflichtige digitale Inhalte (Content) bezeichnet.
Beispiele für digitale Medien sind z. B. das World Wide Web (WWW) oder Mobile/Handy-Medien (Apps, SMS, WAP, Handylogos, -klingeltöne). Dabei können unterschiedliche Ausgabemedien, wie der PC, das Handy, oder PDAs etc. genutzt werden. Paid Content ist dabei von Paid Services zu unterscheiden.
Ein wesentlicher Unterschied zwischen Paid Content und Paid Services liegt in der Interaktion des Kunden. Wird ein einmaliger Download eines Produktes gegen Gebühren durchgeführt, spricht man von Paid Content. Der Kunde ruft somit digitale Güter ab, die als gelieferte Produkte verstanden werden können. Der Begriff Paid Content wird vor allem im Zusammenhang mit Zeitungsartikeln (vgl. Paywall) und dem Download von Musik benutzt. Die Online-Plattform als solche bietet dagegen einen Paid Service. Die gesamte Nutzung spielt sich Online ab und eine Benutzerinteraktion ist gegeben. 

## Konzept
Das Anbieten von Paid Content ist neben der Online-Werbung, dem Sponsoring und dem Absatz von materiellen Gütern Teil des Geschäftsmodells und eine weitere Möglichkeit zur Refinanzierung von Websites.

## Entwicklung
Paid Content erfährt vor allem im Bereich des Verlagswesens, mit unterschiedlichen Erfolgen, eine vermehrte Anwendung. Gleichermaßen nutzt die Musik-Branche die Vorteile des entgeltlichen Angebots von digitalen Waren. Zur beruflichen Weiterbildung, also im Business-to-Business-Sektor erfreut sich Paid Content einer steigenden Verbreitung.
Lange wurde von Anbietern einer Website folgender Kreislauf praktiziert: Websites sollten sich hauptsächlich durch Werbeeinnahmen refinanzieren. Um Werbetreibende für eine Seite zu gewinnen, mussten jedoch entsprechende Benutzerzahlen vorgewiesen werden können. Um diese wiederum zu erlangen, musste der Anbieter hochwertige oder exklusive Inhalte veröffentlichen. Viele Kunden sind bis heute daran gewöhnt, Informationen quasi kostenlos zu erhalten. So entstand die oft als Gratis-Mentalität Gratiskultur angesehene Haltung von Internet-Nutzern. 
Laut der regelmäßig durchgeführten Umfrage (W3b) von „Fittkau & Maaß“ waren im Juni 2013 knapp 50 Prozent der deutschen Internetnutzer bereit, für Inhalte auch online zu bezahlen. Paid Content wird auch von immer mehr Tageszeitungen eingesetzt. 2014 zählte der Bundesverband Deutscher Zeitungsverleger (BDZV) 103 Titel, die Bezahlmodelle auf ihren Websites eingerichtet haben. Im Zeitschriftenbereich bietet die Stiftung Warentest auf ihrem Portal test.de bereits seit dem Jahr 2000 bezahlpflichtige Tests an. Experimente mit Paid Content gibt es z. B. auch bei Focus-Online mit Google One Pass. Zuletzt mehrten sich Untersuchungen, die eine steigende Zahlungsbereitschaft für digitale Presseprodukte feststellen. Für Ende 2014 wird das Marktvolumen mit digitalen Bezahlprodukten deutscher Zeitungen und Zeitschriften auf 190 Mio€ pro Jahr geschätzt.

## Anforderungen
Um Paid Content erfolgreich einzuführen, sollten einige Aspekte bei der Produktentwicklung beachtet und berücksichtigt werden. In Anlehnung an Fehr (2003) handelt es sich in gekürzter Form um folgende Gesichtspunkte:
- Die Konkurrenzlage: Bietet die direkte Konkurrenz ähnliche oder dieselben Inhalte kostenfrei an, kann dies die erste Hürde für das Angebot von Paid Content auf der eigenen Seite sein. Dennoch kann das dazu führen, dass Kunden nicht die Bereitschaft zeigen, erst nach einem kostenfreien Konkurrenzprodukt zu suchen, da ihnen der zeitliche Aufwand z. B. zu hoch erscheint.
- Individueller Mehrwert für Kunden: Die Bepreisung von Inhalten sollte nachvollziehbar sein und sich lediglich auf Neuerungen oder Innovationen beschränken, die einen Mehrwert oder Vorteil bieten.
- Nutzung der aktuellen Standards: Es ist von Vorteil, die aktuellen Standards des Mediums Internet für das Angebot zu nutzen. Diese können Aktualität, Interaktivität und Verfügbarkeit umfassen.
- Bepreisung: Bei der Bepreisung von Produkten oder Inhalten ist in jedem Fall eine eigene statistische Erhebung von Vorteil. Umfragen Dritter sollten an dieser Stelle lediglich als Orientierung gelten.
- Das Abrechnungsmodell: Am weitesten verbreitet sind Pay-per-Use, Pay-per-Click, Punktekontos, das klassische Abonnement oder spezielle Pakete (Bundles).
- Die Zahlungsmöglichkeiten: Diverse Umfragen ergeben, dass Zahlungsabbrüche am häufigsten stattfinden, weil Kunden der Bezahlvorgang zu kompliziert, zu zeitintensiv oder zu unsicher erschien. Siehe dazu Micropayment.

## Alternative: Social Payment
Eine Alternative zum klassischen Paid Content sind Modelle des sogenannten Social Payment über Dienste wie Flattr. Dabei hat der User weiterhin die Möglichkeit, die betreffenden Güter kostenfrei zu konsumieren, wird jedoch um eine freiwillige Abgabe gebeten. Social-Payment-Systeme befinden sich noch in den Anfängen sind aber ein in der Medienbranche und Blogosphäre stark diskutiertes und wachsendes Phänomen.